# Pedro Armendáriz
Pedro Gregorio Armendáriz Hastings  (* 9. Mai 1912 in Mexiko-Stadt; † 18. Juni 1963 in Los Angeles, Kalifornien) war ein mexikanischer Schauspieler.

## Leben
Armendáriz wuchs als Sohn eines Mexikaners und einer US-Amerikanerin in Churubusco, einem Vorort von Mexiko-Stadt, in den Wirren der mexikanischen Revolution auf. Später übersiedelte die Familie nach Laredo in Texas. Als 1921 seine Eltern starben, nahm sein Onkel sich seiner an. Dieser ermöglichte ihm ein Studium der Wirtschaftswissenschaften und Journalismus am Polytechnischen Institut von San Luis Obispo in Kalifornien. Nachdem er 1931 das Studium erfolgreich abgeschlossen hatte, kehrte er nach Mexiko-Stadt zurück und arbeitete zunächst als Eisenbahningenieur, Versicherungskaufmann und Touristenführer. Dort wurde er 1935 von dem Regisseur Miguel Zacarías entdeckt, als er in einem Café vor amerikanischen Touristen den Monolog aus William Shakespeares Hamlet rezitierte. Danach begann für Armendáriz eine brillante Karriere in der goldenen Ära des mexikanischen Kinos. Er spielte in Filmen der renommierten mexikanischen Regisseure Julio Bracho und Emilio Fernández in Rollen als romantischer Held und bildete mit Dolores del Río als Filmpartnerin ein Leinwandtraumpaar.
Auch in Hollywood wurde man auf ihn aufmerksam. So spielte er 1947 und 1948 in drei Filmen unter der Regie von John Ford: The Fugitive (deutscher Titel: Befehl des Gewissens), Fort Apache (deutscher Titel: Bis zum letzten Mann) und 3 Godfathers (deutscher Titel: Spuren im Sand), war dort aber auf die Rolle des Klischee-Mexikaners beschränkt.
1956 erhielt er eine Rolle in The Conqueror (Der Eroberer). Gedreht wurde nahe dem Atomwaffentestgelände Nevada Test Site in der Stadt St. George im US-Bundesstaat Utah. Drei Jahre zuvor war auf der Nevada Test Site die Atombombe Harry, später „Dirty Harry“ genannt, gezündet worden. Dies hatte zum schlimmsten radioaktiven Fallout eines Atombombentests auf dem amerikanischen Kontinent geführt. Außerdem wurden auch einige Tonnen strahlender Sand aus der Gegend im Studio zur Dekoration benutzt. In den nächsten Jahren erkrankten 91 Crew-Mitglieder an Krebs, darunter die Hauptdarsteller John Wayne und Susan Hayward, der Regisseur Dick Powell und auch Pedro Armendáriz selbst. Als er während der Dreharbeiten zu dem James-Bond-Film Liebesgrüße aus Moskau 1963 von seiner unheilbaren Erkrankung erfuhr, setzte er kurz nach Drehschluss seinem Leben durch einen Schuss ins Herz ein Ende. Sein Sohn Pedro war ebenfalls Schauspieler und spielte wie sein Vater in einem Bond-Film mit, und zwar 1989 im 16. Film der Reihe Lizenz zum Töten.

## Filmografie (Auswahl)
- 1943: Maria Candelaria
- 1943: Flor silvestre
- 1946: Die Verliebte (Enamorada)
- 1947: Befehl des Gewissens (The Fugitive)
- 1947: Mexikanische Romanze (The Pearl/La perla)
- 1948: Bis zum letzten Mann (Fort Apache)
- 1948: Spuren im Sand (Three godfathers)
- 1948: Der schwarze Korsar (Il corsario negro)
- 1948: Maclovia
- 1948: Wir waren uns fremd (We Were Strangers)
- 1949: Die Herrin von Soto (La malquerida)
- 1949: Tulsa
- 1950: Rebellen der schwarzen Berge (The Torch)
- 1952: El Bruto, der Starke (El Bruto)
- 1953: Die Liebenden von Toledo (Les amants de Tolède)
- 1953: Lucrezia Borgia (Lucrèce Borgia)
- 1954: Die Teufelspassage (Border River)
- 1954: Bringt ihn lebend...! (Tam tam mayumbe)
- 1954: Der Hexer von Santa Cruz (El rebozo de soledad)
- 1954: Der Weg zur Hölle (Camino del infierno)
- 1954: König der Wüste (Fortune carrée)
- 1954: Mulatta, Königin des Mambo (La mulatta)
- 1954: Rebellion der Gehenkten (La rebelión de los colgados)
- 1955: Der Eroberer (The Conqueror)
- 1955: Der kleine Rebell (The littlest Outlaw)
- 1956: Diane – Kurtisane von Frankreich (Diane)
- 1956: Canasta (Mexikanische Erzählungen) (Canasta de quentos mexicanos)
- 1956: Die Rebellenbraut (La escondida)
- 1956: Frauen und Wölfe (Uomini e lupi)
- 1956: Jagd durch Havanna (The Big Boodle)
- 1957: Manuela
- 1959: Heiße Grenze (The Wonderful Country)
- 1959: Pancho Villa – Sieg und Verrat (Pancho Villa)
- 1959: Sturm über Mexiko (La Cucaracha)
- 1961: Franz von Assisi (Francis of Assisi)
- 1962: Kadmos – Tyrann von Theben (Arrivano i titani)
- 1962: Kapitän Sindbad (Captain Sindbad)
- 1963: James Bond 007 – Liebesgrüße aus Moskau (From Russia with Love)